# Tsaghkashen (Aragatsotn)
Tsaghkashen (in armeno Ծաղկաշեն?, fino al 1950 Takyarlu e Takiarli) è un comune dell'Armenia di 600 abitanti (2001) della provincia di Aragatsotn.